# Organothrips indicus
Organothrips indicus är en insektsart som beskrevs av Sunita Bhatti 1974. Organothrips indicus ingår i släktet Organothrips och familjen smaltripsar. Inga underarter finns listade i Catalogue of Life.